# 오비라정
오비라정(일본어: 小平町)은 일본 홋카이도 서해안에 있는 정으로 루모이군에 속한다.
정명의 어원은 아이누어의 ‘오피랏펫’(o-pira-us-pet, 하구에 벼랑이 있는 강)으로 정의 중앙을 흐르는 오비라시베강에서 유래한다. 오비라시베강 중상류 유역은 백악기의 화석 산지이다. 여름은 해수욕객으로 활기찬다. 예전에는 루모이 탄전을 포함한 광업으로 1947년경에는 그 최성기를 맞이했다. 철도도 루모이 본선 루모이역에서 루모이 탄광철도, 하보로선, 탓푸 삼림철도 등이 연결되어 1960년대까지는 활황을 보였지만 폐광 이후 쇠퇴했다.
1956년에 오니시카촌을 병합했을 때 인구는 3만 명에 가까웠지만 현재는 4,000명을 밑돌기까지 감소하고 있다.

## 지리
루모이 관내 중부 동해 측 연안에 위치한다.

### 기후
| 오비라정 닷푸의 기후                                         | 오비라정 닷푸의 기후 | 오비라정 닷푸의 기후 | 오비라정 닷푸의 기후 | 오비라정 닷푸의 기후 | 오비라정 닷푸의 기후 | 오비라정 닷푸의 기후 | 오비라정 닷푸의 기후 | 오비라정 닷푸의 기후 | 오비라정 닷푸의 기후 | 오비라정 닷푸의 기후 | 오비라정 닷푸의 기후 | 오비라정 닷푸의 기후 | 오비라정 닷푸의 기후 |
| 월                                                           | 1월                  | 2월                  | 3월                  | 4월                  | 5월                  | 6월                  | 7월                  | 8월                  | 9월                  | 10월                 | 11월                 | 12월                 | 연간                 |
| ------------------------------------------------------------ | -------------------- | -------------------- | -------------------- | -------------------- | -------------------- | -------------------- | -------------------- | -------------------- | -------------------- | -------------------- | -------------------- | -------------------- | -------------------- |
| 역대 최고 기온 °C (°F)                                       | 7.4 (45.3)           | 10.3 (50.5)          | 15.5 (59.9)          | 25.4 (77.7)          | 32.5 (90.5)          | 34.3 (93.7)          | 36.5 (97.7)          | 38.7 (101.7)         | 32.1 (89.8)          | 24.9 (76.8)          | 20.9 (69.6)          | 11.4 (52.5)          | 38.7 (101.7)         |
| 일평균 최고 기온 °C (°F)                                     | −2.0 (28.4)          | −1.1 (30.0)          | 3.1 (37.6)           | 9.7 (49.5)           | 17.3 (63.1)          | 21.8 (71.2)          | 25.5 (77.9)          | 26.0 (78.8)          | 22.0 (71.6)          | 15.1 (59.2)          | 6.6 (43.9)           | −0.1 (31.8)          | 12.0 (53.6)          |
| 일일 평균 기온 °C (°F)                                       | −6.4 (20.5)          | −5.9 (21.4)          | −1.6 (29.1)          | 4.2 (39.6)           | 11.0 (51.8)          | 15.8 (60.4)          | 19.9 (67.8)          | 20.5 (68.9)          | 15.9 (60.6)          | 9.2 (48.6)           | 2.7 (36.9)           | −3.5 (25.7)          | 6.8 (44.3)           |
| 일평균 최저 기온 °C (°F)                                     | −11.8 (10.8)         | −12.0 (10.4)         | −7.1 (19.2)          | −1.1 (30.0)          | 4.6 (40.3)           | 10.5 (50.9)          | 15.2 (59.4)          | 16.0 (60.8)          | 10.6 (51.1)          | 4.1 (39.4)           | −1.0 (30.2)          | −7.3 (18.9)          | 1.7 (35.1)           |
| 역대 최저 기온 °C (°F)                                       | −29.7 (−21.5)        | −30.0 (−22.0)        | −25.0 (−13.0)        | −14.2 (6.4)          | −4.1 (24.6)          | −0.6 (30.9)          | 4.9 (40.8)           | 5.3 (41.5)           | 0.1 (32.2)           | −5.2 (22.6)          | −15.4 (4.3)          | −28.6 (−19.5)        | −30.0 (−22.0)        |
| 평균 강수량 mm (인치)                                        | 155.2 (6.11)         | 106.7 (4.20)         | 90.9 (3.58)          | 74.2 (2.92)          | 88.0 (3.46)          | 73.9 (2.91)          | 148.1 (5.83)         | 167.8 (6.61)         | 172.0 (6.77)         | 178.5 (7.03)         | 202.9 (7.99)         | 198.9 (7.83)         | 1,653.6 (65.10)      |
| 평균 강우일수                                                | 22.6                 | 18.9                 | 17.6                 | 12.6                 | 12.2                 | 10.6                 | 11.7                 | 13.0                 | 14.7                 | 17.7                 | 21.5                 | 25.2                 | 198.3                |
| 평균 월간 일조시간                                           | 40.5                 | 57.7                 | 107.6                | 159.1                | 195.9                | 171.5                | 162.3                | 159.3                | 156.0                | 114.4                | 44.6                 | 26.8                 | 1,399.4              |
| 출처: 일본 기상청 (평년값: 1991년~2020년, 극값: 1977년~현재) |                      |                      |                      |                      |                      |                      |                      |                      |                      |                      |                      |                      |                      |

### 인접한 자치체
- 루모이 진흥국
  - 루모이시
  - 도마마에군 도마마에정

- 소라치 종합진흥국
  - 후카가와시
  - 우류군 누마타정, 호로카나이정

## 역사
- 1919년 - 루모이촌(현재의 루모이시)에서 오비라시베촌(小平蘂村)이 분리되어 오비라시베촌에 2급 정촌제가 시행되었다.
- 1948년 - 오비라시베촌을 오비라촌으로 개칭했다.
- 1956년 9월 30일 - 루모이군 오니시카촌이 오비라촌에 편입되었다.
- 1966년 - 정으로 승격해 오비라정이 되었다.

## 경제
주요 산업은 연안 어업, 농업이다. 농업은 쌀, 멜론 등을 생산한다.

## 교통

### 도로
- 국도 232호선(일본어판)

## 자매 도시
- 일본 도쿄도 고다이라시